# Vague alcaline
La vague alcaline est une période de pH élevé (alcalin ou basique) du sang et de l'urine associée à une importante augmentation de la sécrétion d'acide chlorhydrique (HCl) dans l'estomac pendant la digestion.
Mesurer la vague alcaline s'avère utile pour connaître le taux de sécrétion de suc gastrique chez un individu.

## Mécanisme

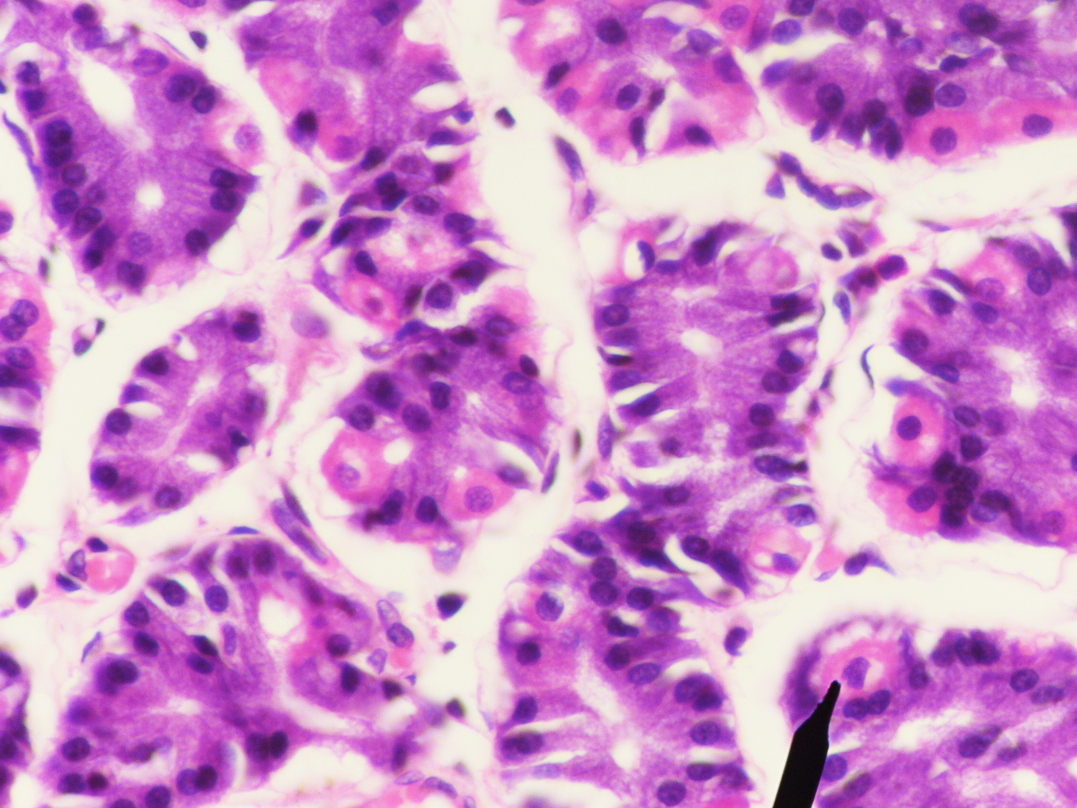
Cellules pariétales colorées vues au microscope

Les cellules pariétales des glandes gastriques sécrètent les ions H+ et Cl−, qui sont mélangés au suc gastrique. Dans ce dernier, la concentration d'ions hydrogène est 106 fois plus élevée que dans le plasma sanguin. Pour arriver à ce résultat, les cellules pariétales utilisent l'anhydrase carbonique, une enzyme catalysant l'association du CO2 avec l'eau (H2O) pour former du H2CO3. Ce dernier se dissocie ensuite en ions H+ et HCO3− (bicarbonate).
Ensuite, les ions hydrogène ainsi produits sont transportés vers le lumen de la glande gastrique en échange d'ions potassium (K+) par une K+ATPase. Les ions bicarbonate sont quant à eux exportés vers le plasma en échange d'ions chlore par un antiport HCO3−/Cl−,. Tous ces échanges ioniques sont nécessaires pour maintenir un pH constant au sein de la cellule pariétale et la préserver de la mort par alcalinisation en raison du fort gradient d'ions hydrogène
s.
À la suite d'un repas copieux, les aliments sont abondants dans l'estomac. Les glandes gastriques produisent alors d'importantes quantités de suc et il est possible de voir le pH du sang augmenter et demeurer alcalin pendant quelques heures, voire quelques jours. Cette augmentation peut varier entre 0,5 et 1,0 pour certaines espèces qui mangent rarement, mais beaucoup, comme les serpents et les crocodiles.

## Vague acide
À l'inverse, la sécrétion d'une grande quantité de suc pancréatique par les cellules exocrines du pancréas peut mener à une vague acide. En effet, le suc pancréatique contient des ions bicarbonate (HCO3−), et sa sécrétion provoque l'acidification du sang par le relâchement d'ions H+ dans le sang.